# Tankei
Tankei (jap. 湛慶; ur. 1173, zm. 1256) – japoński rzeźbiarz.

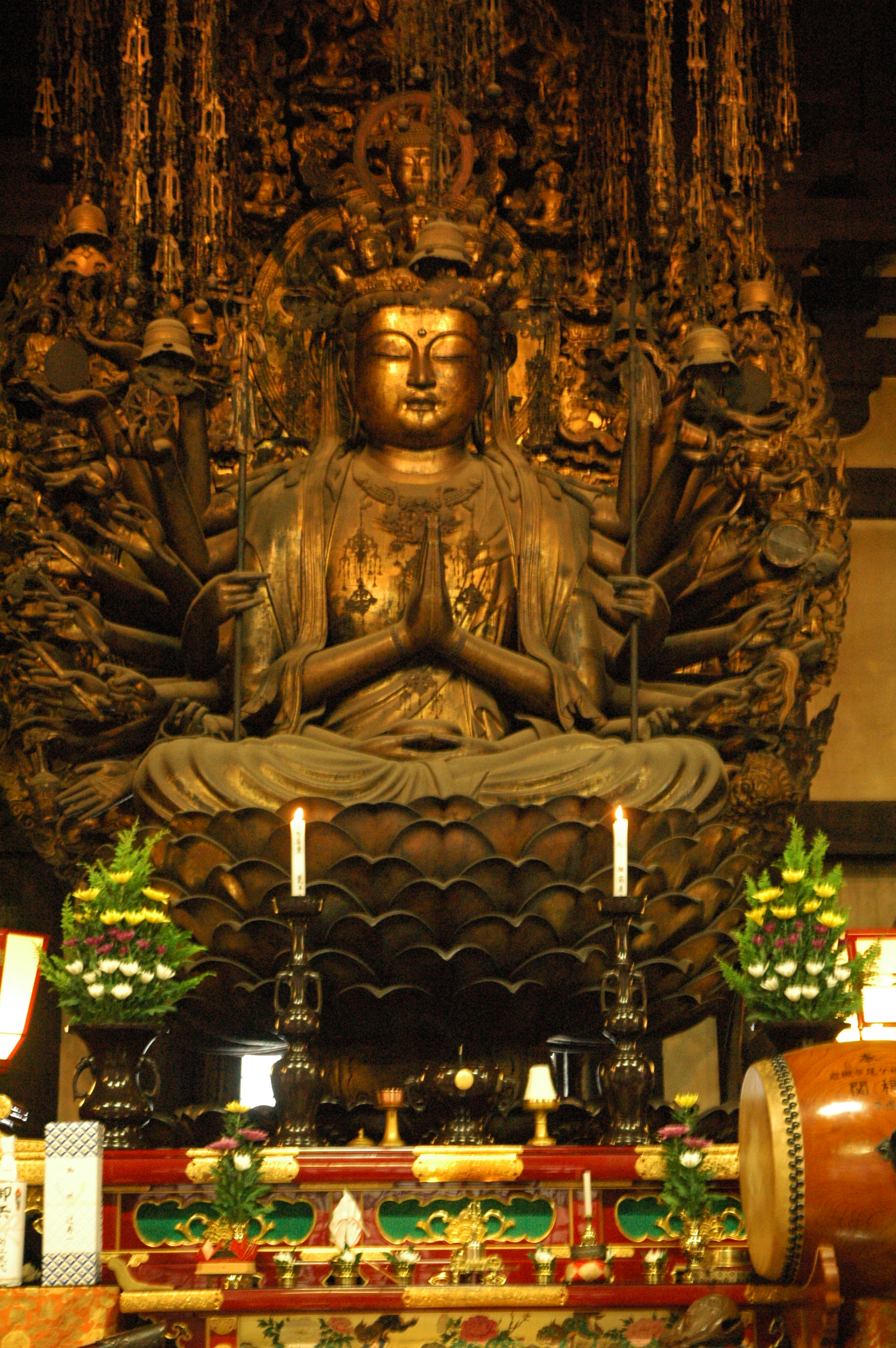
Rzeźba bodhisattwy Kannon w świątyni Sanjūsangen-dō

Syn i uczeń Unkeia. Specjalizował się w wykonywaniu rzeźb buddyjskich. Wraz z ojcem pracował przy odbudowie zniszczonych podczas wojny Gempei świątyń Tōdai-ji i Kōfuku-ji. Otrzymał tytuły hokkyō (1194), hōgen (1208) i hōin (1213).
Styl Tankeia cechował się realizmem. Przypisywane jest mu autorstwo rzeźby bodhisattwy Kannon (Senju Kannon Bosatsu) w świątyni Sanjūsangen-dō w Kioto.